# Teoria dello slittamento polare
La teoria dello slittamento del polo è l'ipotesi secondo la quale gli assi di rotazione di un pianeta non sono sempre stati nella stessa posizione di quella attuale o che non vi rimarranno in futuro; in altre parole che i poli fisici di un pianeta si sono, o saranno, spostati.
L'ipotesi dello slittamento polare è quasi sempre legata al contesto della Terra, ma anche altri corpi del Sistema Solare potrebbero aver avuto esperienze di una riorientazione assiale durante la loro esistenza.
La teoria dello slittamento polare non va confusa con quella della tettonica delle placche, quel concetto geologico secondo il quale la superficie terrestre è costituita da placche solide che si spostano su un'astenosfera fluida.
Ma non va nemmeno confusa con la teoria della deriva dei continenti, un corollario della tettonica delle placche che sostiene che la posizione delle terre emerse sia mutata lentamente spostandosi sulla superficie terrestre, dando come risultato la graduale comparsa dei continenti, la loro rottura e la creazione di oceani in un arco temporale di centinaia di milioni di anni.
Infine la teoria dello slittamento polare non va confusa con l'inversione geomagnetica, il periodico rovesciamento del campo magnetico della Terra (l'effetto dello scambio tra i poli magnetici nord e sud).
L'inversione geomagnetica è più accettata nella comunità scientifica rispetto alla teoria dello slittamento polare.
È tuttora consolidato che un reale allontanamento polare si è verificato varie volte in passato, ma al ritmo di un grado o meno, ogni milione di anni.
Comunque nella letteratura popolare sono state proposte molte teorie che riguardano uno slittamento polare molto rapido.

## I primi sostenitori
Nel 1852, il matematico Joseph Ademar sostenne che la formazione di uno spesso strato di ghiaccio ai poli causava la vibrazione periodica della Terra e lo spostamento dell'equatore nella direzione dei poli.
Un primo accenno riguardante uno spostamento degli assi della Terra si può trovare in un articolo del 1872 intitolato "Chronologie historique des Mexicains" di Charles Étienne Brasseur de Bourbourg, un eccentrico esperto di codici mesoamericani che interpretò degli antichi miti messicani come la prova dei quattro periodi di cataclismi globali che ebbero inizio nel 10500 a.C.
Il romanzo Geyserland: Empiricisms in Social Reform. Being Data and Observations Recorded by the Late Mark Stubble, M.D., Ph.D. (1908) di Richard Hatfield ha utilizzato l'espediente di uno studio immaginario per localizzare una nazione felice basata sui principi di un comunismo puro al Polo Nord, sull'isola di Atlantide. Questa utopia fittizia fu smontata da uno slittamento polare avvenuto nel 9262 a.C.
Hugh Auchincloss Brown, un ingegnere elettrico, avanzò l'ipotesi di uno slittamento polare catastrofico influenzato dal primo modello di Adhemar. Brown sostenne anche che l'accumulo di ghiaccio ai poli fu la causa dei continui cambiamenti degli assi, identificando cicli approssimativamente di 7 millenni.
Charles Hapgood è forse ad oggi il migliore dei primi sostenitori che si ricordi, autore di libri come The Earth's Shifting Crust (1958) che include anche una prefazione di Albert Einstein, scritto prima che venisse sviluppata la teoria della tettonica delle placche, e Path of the Pole (1970). Hapgood, lavorando sul primo modello di Adhemar, ipotizzò che la massa di ghiaccio presente su uno o entrambi i poli sovraccarica e destabilizza l'equilibrio rotazionale della Terra, causando lo spostamento di tutta o buona parte della crosta più esterna del pianeta intorno al suo nucleo, che invece conserva il suo orientamento assiale.
Basandosi sulle sue stesse ricerche, affermò che ogni scivolamento impiegava approssimativamente cinquemila anni, seguiti da venti o trentamila anni in cui non ci sarebbero stati altri movimenti polari. Inoltre, sempre secondo i suoi calcoli, l'area interessata dallo slittamento non superava mai più di quaranta gradi. Un suo esempio di una recente localizzazione al Polo Nord include la Baia di Hudson (60°N, 73°W), nell'Oceano Atlantico tra l'Islanda e la Norvegia, e gli Yukon Territory (63°N, 135°W).
Questo è un esempio di un lento movimento di slittamento polare, che ha portato ad alterazioni molto minori e a nessuna distruzione. Uno scenario più drammatico comporta cambiamenti più rapidi, con alterazioni catastrofiche della geografia e modifiche delle aree coinvolte nelle distruzioni come se fossero percorse da terremoti o da tsunami. Molti libri, anche recenti, presuppongono che i cambiamenti possano durare anche poche settimane, giorni, o persino ore, dando vita a una varietà di scenari di tipo apocalittico.
A proposito della velocità, gli effetti di uno slittamento influiscono sui principali cambiamenti climatici della maggior parte della Terra, come aree che prima formavano la zona equatoriale possono divenire più miti, e aree che prima avevano un clima più temperato possono invece divenire regioni o più equatoriali o più artiche.
Hapgood scrisse a un bibliotecario canadese, Rand Flem-Ath, incoraggiandolo nella sua ricerca di una prova scientifica delle sue affermazioni e nell'espansione delle sue ipotesi.
Flem-Ath pubblicò i risultati del suo lavoro nel 1995 nel libro When the Sky Fell, scritto insieme alla moglie Rose.
Altre teorie che non riguardano le masse del ghiaccio polare comprendono:
- un asteroide o una cometa velocissimi che colpiscono la Terra con un tale angolo di impatto che la litosfera si muove indipendentemente dal mantello terrestre.
- un asteroide o una cometa velocissimi che colpiscono la Terra con un angolo di impatto in grado di spostare gli assi dell'intero pianeta.
- un oggetto celeste di magnetismo insolito che passa sufficientemente vicino alla Terra da riorientare temporaneamente il campo magnetico, che allora trascina la litosfera verso un nuovo asse di rotazione. Eventualmente il campo magnetico del sole ridetermina di nuovo quello originario della Terra, una volta che il corpo celeste ritorna a una distanza dalla quale non è più in grado di influenzare la Terra.
- una perturbazione della topografia dello strato di confine tra nucleo e mantello, forse indotta dalla diversa rotazione del nucleo e dallo slittamento del vettore di rotazione assiale, comanda la ridistribuzione della massa dello strato di confine.
- la ridistribuzione della massa nel mantello a causa di valanghe di mantello o altre deformazioni.

## Studi recenti
Un recente lavoro degli scienziati e geologi Adam Maloof della Princeton University e Galen Halverson della Paul Sabatier University di Tolosa, in Francia, rivela che la Terra ha realmente avuto un suo riequilibrio intorno a 800 milioni di anni fa, durante l'era del Precambriano.
Provarono la loro idea studiando i minerali magnetici presenti nelle rocce sedimentarie dell'arcipelago norvegese. Usando questi minerali, Maloof e Halverson scoprirono che il Polo Nord si era spostato di più di 50 gradi - all'incirca la stessa distanza che separa l'Alaska dall'equatore - in meno di 20 milioni di anni. Questa teoria è supportata da una serie di cambiamenti nei livelli del mare e nella chimica dell'oceano nei sedimenti norvegesi, che possono essere spiegati da un reale allontanamento del polo. Il rapporto del lavoro della squadra nel periodo settembre-ottobre 2006 è raccolto nel Geological Society of America Bulletin.
Una ricerca condotta usando il GPS da Geoffrey Blewitt dell'Università del Nevada ha mostrato che il naturale cambiamento stagionale nella distribuzione del ghiaccio e dell'acqua provoca minimi spostamenti dei poli.
Molto lavoro su questo aspetto è stato fatto anche da William Hutton e può essere visto sul sito web di The Hutton Commentaries.
William Hutton e Jonathan Eagle nel 2004 pubblicarono Earth's Catastrophic Past and Future, che riassume ed estende il loro primo lavoro sui possibili meccanismi e i tempi di un futuro slittamento del polo.

## Le nuove teorie
La questione ha attirato anche molti autori pseudoscientifici o non scientifici, offrendo un'enorme varietà di fatti come testimonianze, comprese anche interpretazioni psichiche della vicenda. Come le serie di libri documentari dell'ex reporter del Washington Newspaper Ruth Shick Montgomery negli anni '70 e '80, elaborati dagli scritti di Edgar Cayce.

## L'uso in narrativa
Lo slittamento polare è apparso in molte opere narrative:
Il romanzo Geyserland: Empiricisms in Social Reform. Being Data and Observations Recorded by the Late Mark Stubble, M.D., Ph.D. (1908) di Richard Hatfield ha utilizzato il metodo di uno studio immaginario per localizzare una nazione felice basata sui principi di un comunismo puro al Polo Nord, sull'isola di Atlantis. Questa utopia fittizia fu smontata da uno slittamento polare avvenuto nel 9262 a.C.
I libri di Clive Cussler Polar Shift (Tempesta al Polo) e Atlantis Found (Atlantide) comprendono personaggi che tentano di risalire alle cause dello slittamento polare.
Altri libri che comprendono sviluppi legati agli spostamenti del polo sono quelli di Allan W. Eckert, The HAB Theory, di Stel Pavlou, Decipher, e di David Gemmell, le serie di racconti di Jon Shannow.
La teoria è anche alla base del film Absolute Zero e uno slittamento polare è incluso in Animali del futuro, un documentario che racconta un probabile scenario futuro per la Terra.
Infine, lo slittamento polare compare anche in alcune produzioni di animazione, che comprendono Blue Submarine No. 6, Neon Genesis Evangelion ed Earth Maiden Arjuna.
Gli innumerevoli cataclismi raffigurati nel film 2012 sono causati da un violento spostamento della crosta terrestre.